# 磨香寺
磨香寺，是位于中国山东省泰安市东平县银山镇山赵村的一个明代古建筑，1996年入选东平县第三批文物保护单位。
磨香寺是明朝万历十六年（1618年）所修的寺院，占地面积12000平方米，南北长度、东西宽度均约为40米，有东西两院，中间以门相隔，西院内有前后两殿，东院则有一座楼阁，另尚存一座石亭。